# Julian Eltinge
Julian Eltinge (né le 14 mai 1881, mort le 7 mars 1941) est un acteur américain de théâtre et de cinéma, interprétant des rôles féminins et considéré comme un des premiers Drag queen du cinéma,.

## Biographie

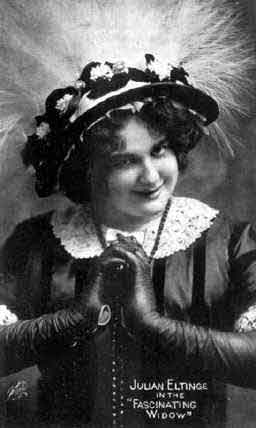
Julian Eltinge dans The Fascinating Widow.

Julian Eltinge est né en 1881 à Newtonville (Massachusetts). Il apparaît à Boston à l'âge de 10 ans déguisé en fille. Il fait ses débuts à Broadway en 1904, et au cinéma en 1914. Il se produit notamment pour le roi d'Angleterre Édouard VII au château de Windsor.
Malgré ses personnages féminins sur scène, il veillait à ce que son apparence en public soit très masculine afin d'éviter les rumeurs d'homosexualité, qui ont conduit le critique du Chicago Tribune à le qualifier d'« ambisextrous ».
Il a été un des acteurs les mieux payés de son époque. Les femmes en particulier admiraient sa garde-robe. En 1936 il annonce qu'il ne se produira plus en costumes de femme.
Il meurt en 1941 à New York, et est enterré au Forest Lawn Memorial Park à Los Angeles.

## Théâtre
- 1904 : Mr. Wix of Wickham : John Smith
- 1908 : Cohan and Harris Minstrels
- 1910 : The Fascinating Widow (en) : Hal Blake / Mrs. Monte

## Filmographie
- 1914 : Cousin Lucy
- 1914 : The Crinoline Girl
- 1917 : The Countess Charming : Stanley Jordan / Contesse Raffelski
- 1918 : The Widow's Might : Dick Tavish
- 1920 : An Adventuress : Jack Perry / Mlle Pandora
- 1925 : Madame Behave :  Jack Mitchell / Madame Behave
- 1931 : Cousin Lucy

## Galerie

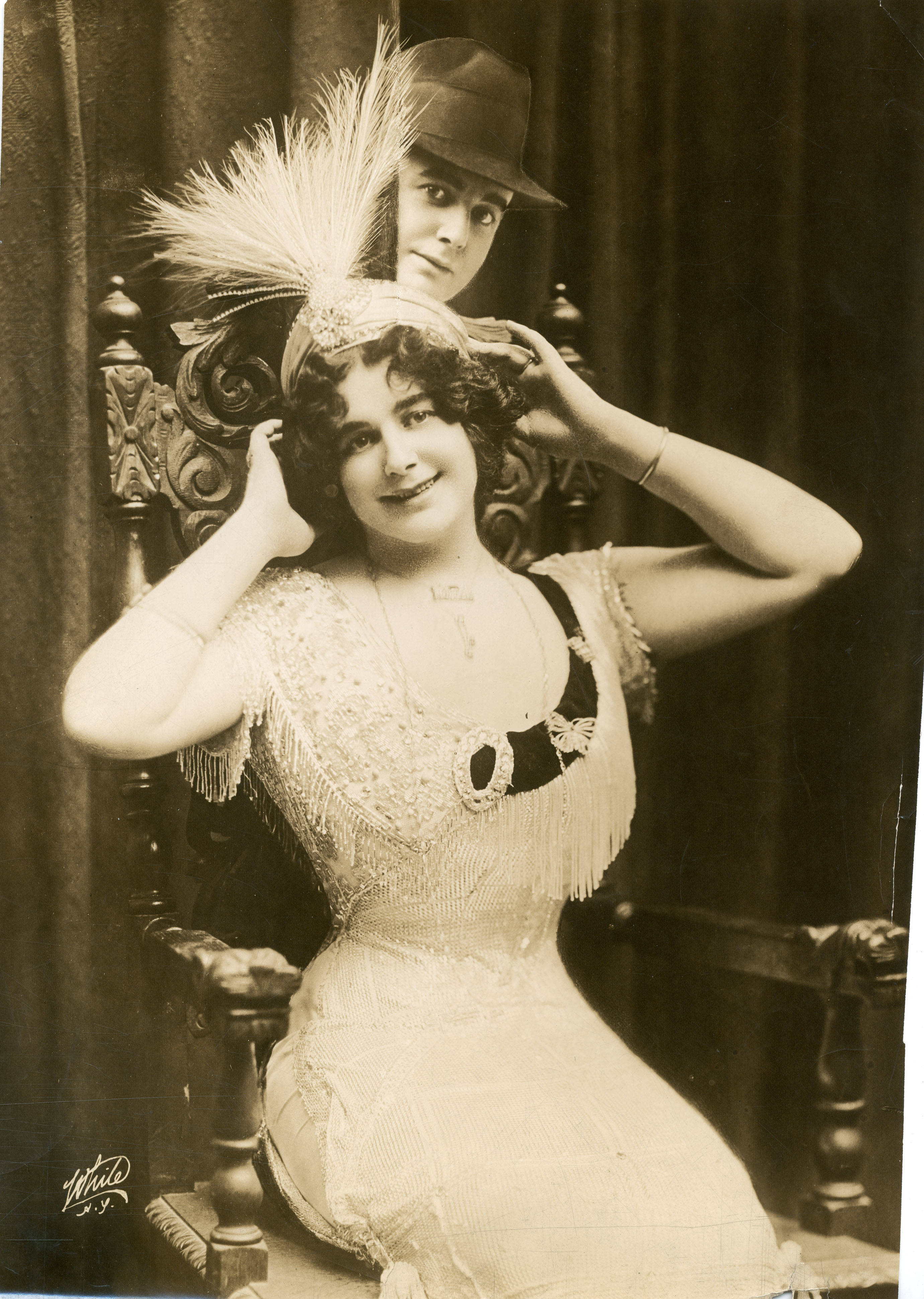
Julian Eltinge en 1912
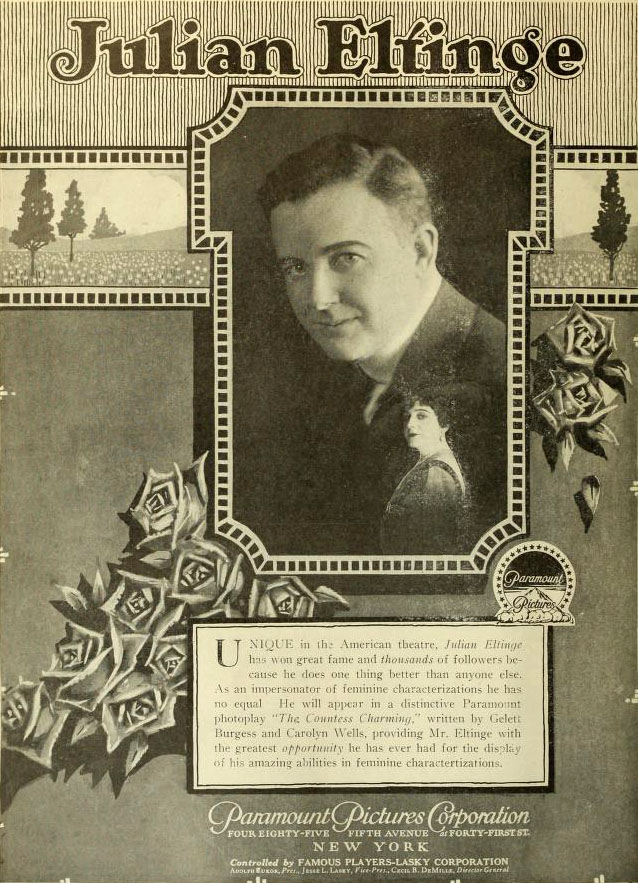
Julian Eltinge en 1917
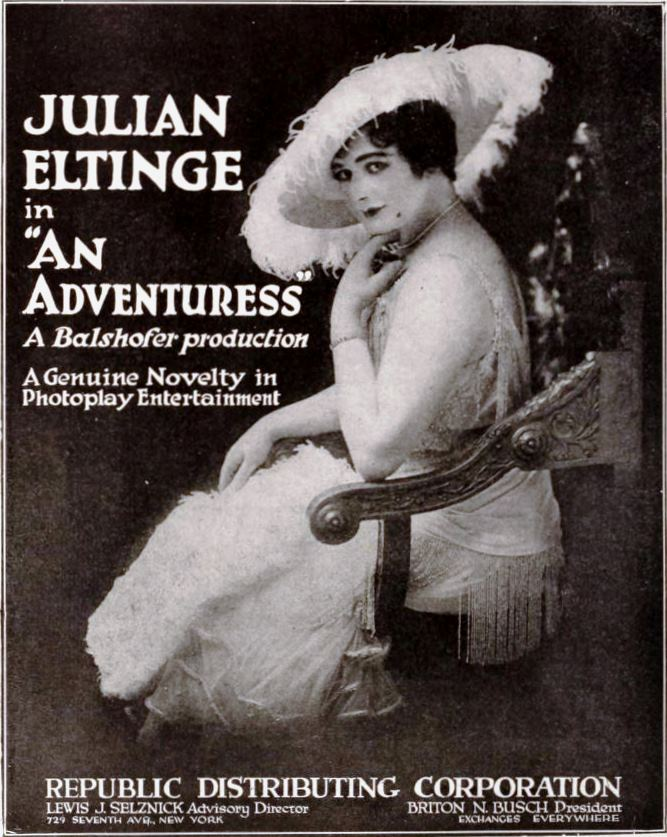
Dans An Adventuress (1920)
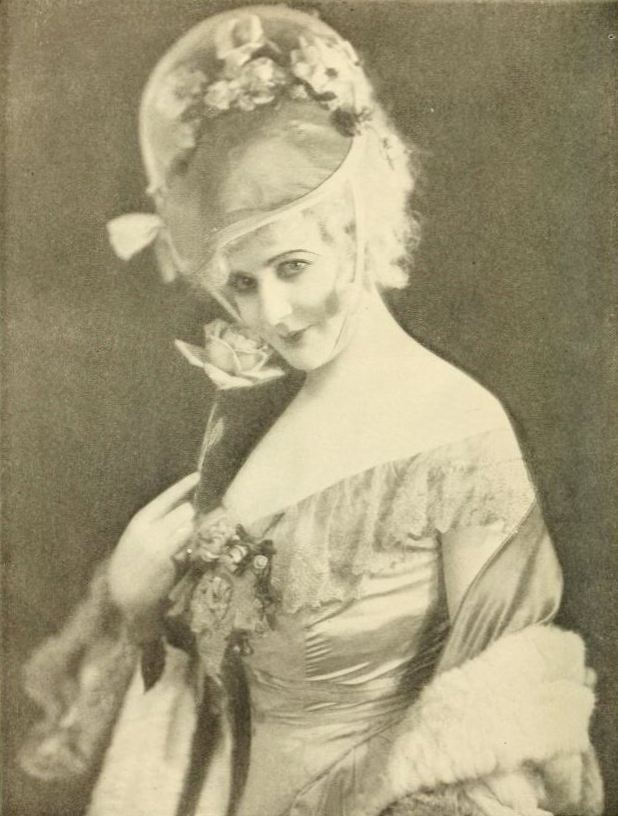
Julian Eltinge en 1921
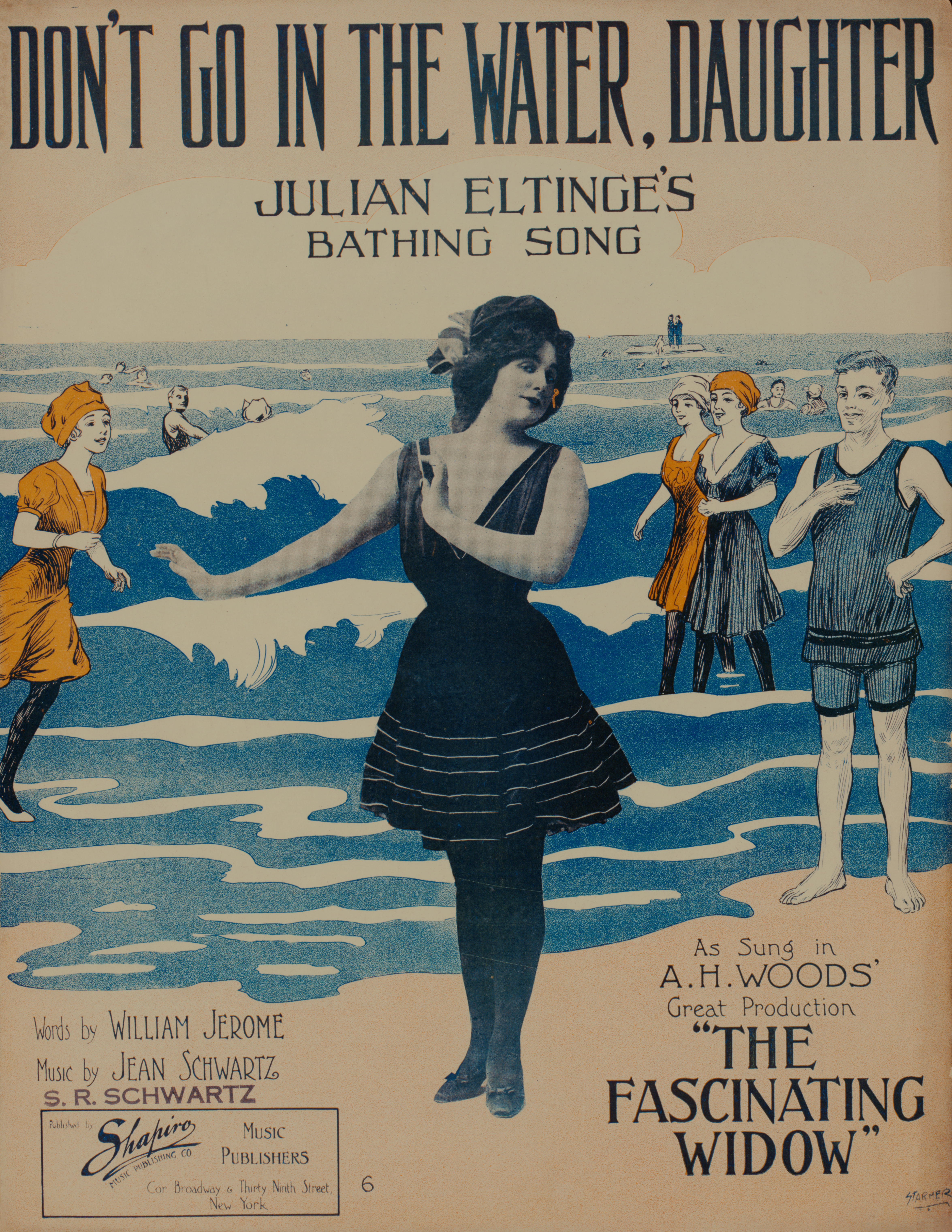
Partition de la chanson Don't Go In the Water, Daughter extraite de The Fascinating Widow
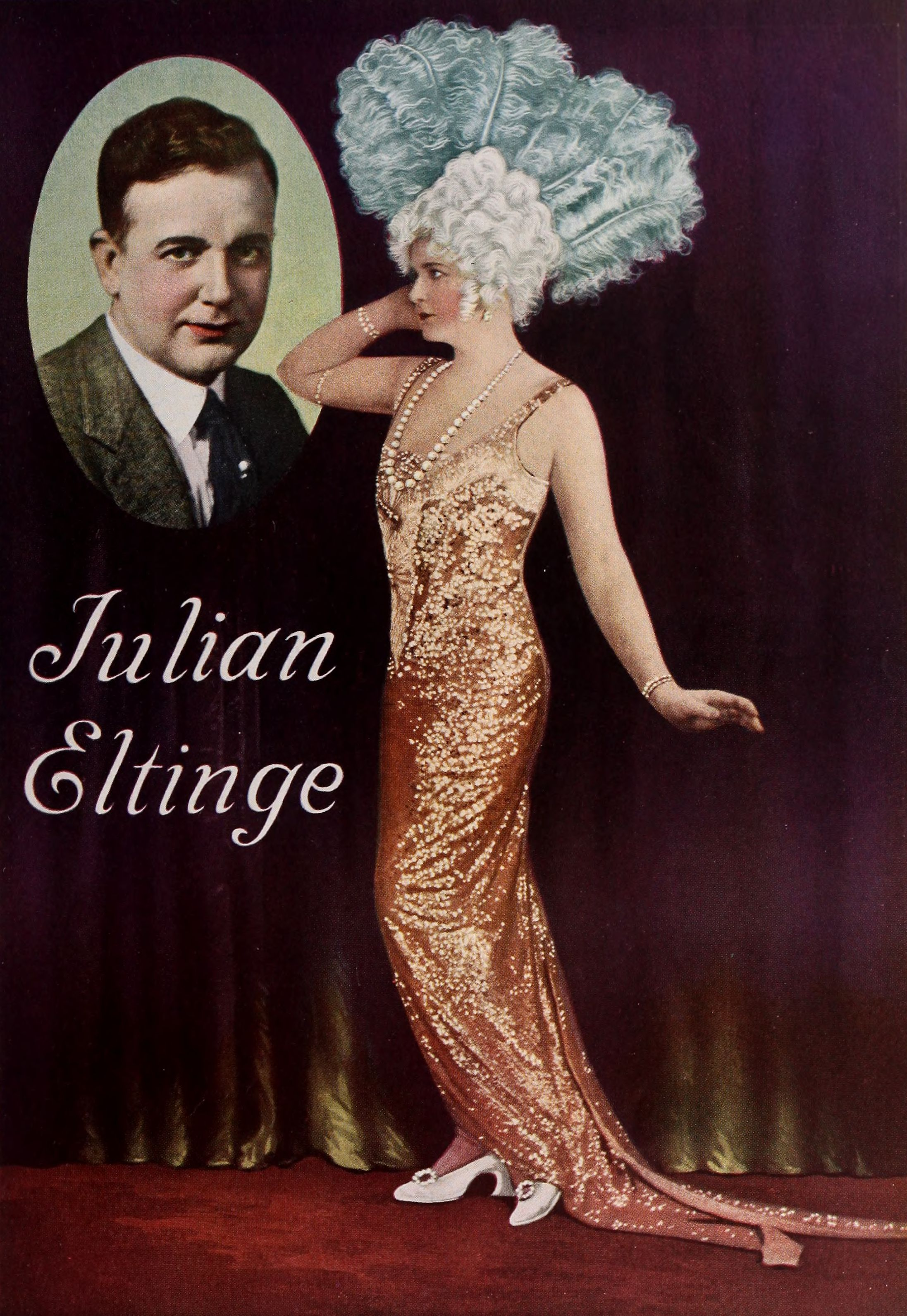
Julian Eltinge vers 1923